# Porrhothele antipodiana
Porrhothele antipodiana es una especie de araña migalomorfa que habita en gran parte de Nueva Zelanda e Islas Chatham en arbustos y jardines. Los machos suelen permanecer escondidos durante la primavera y en el verano salen de sus madrigueras para buscar hembras. Si habitan casas suelen preferir las zonas más húmedas, como el baño, ya que se desecan con mucha facilidad. Por esta razón se suelen encontrar solo los exoesqueletos de estas arañas.
En la naturaleza, viven bajo troncos y rocas, bajo las que construyen túneles de seda que cuentan con una amplia zona en la entrada para la detección de presas (lo normal son escarabajos, sin embargo se han registrado casos en los que estos animales han comido caracoles y ratones).
Las picaduras de Porrhothele antipidiana son dolorosas y pueden causar una hinchazón localizada o entumecimiento. Se aconseja a las víctimas desinfectar la zona de la mordedura para reducir el riesgo de infección. El veneno no es peligroso para los seres humanos.

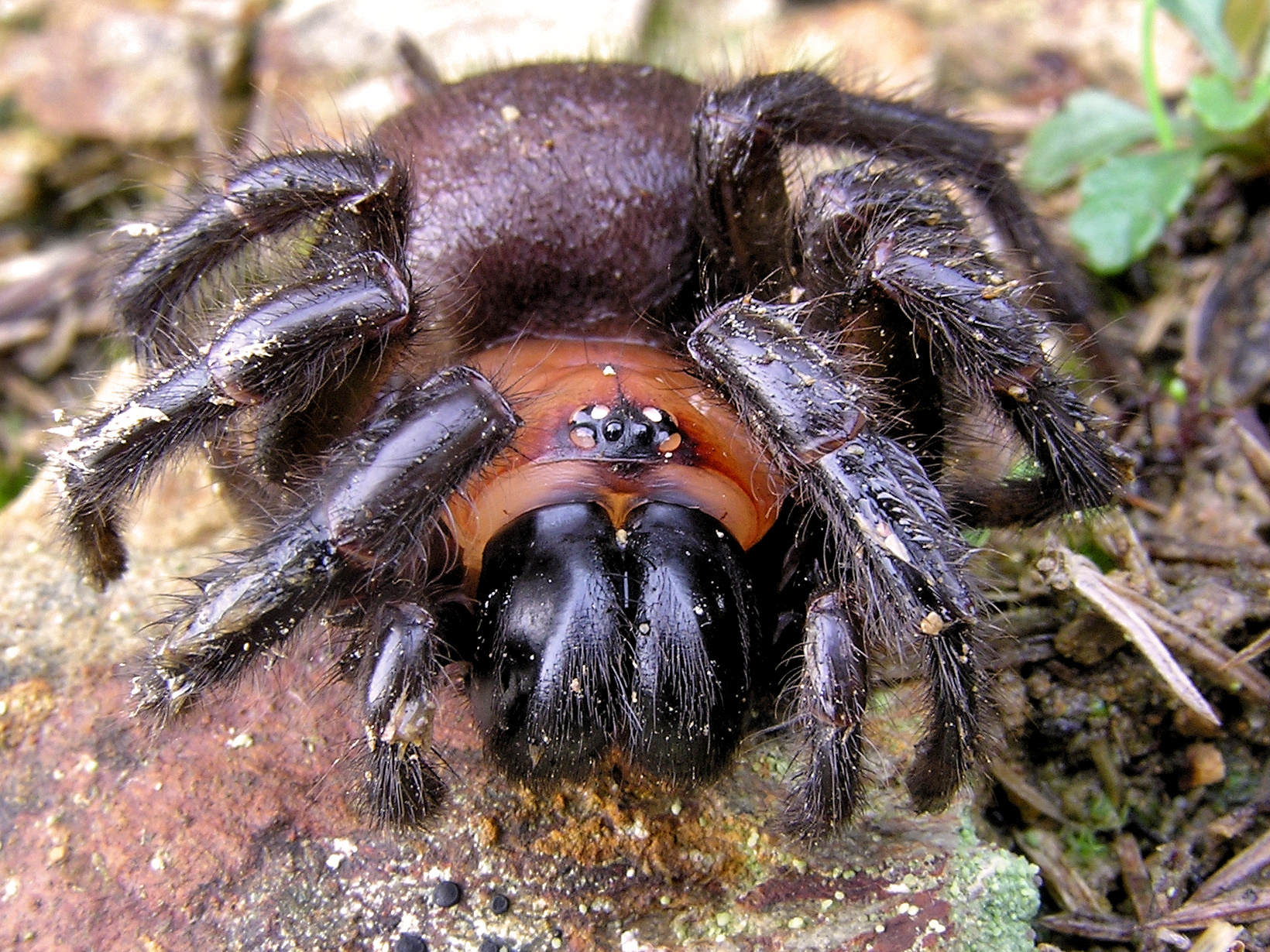
Hembra.

Esta araña fue descrita por Peter Jackson como inspiración para Ella-Laraña en la trilogía de El Señor de los Anillos.